# Banco Cantonal de Zúrich
El Banco Cantonal de Zúrich (en alemán: Zürcher Kantonalbank o ZKB) es el mayor banco cantonal y el cuarto mayor banco de Suiza, así como también la organización financiera líder en el área metropolitana de Zúrich, con unos activos totales de más de CHF 150.000 millones.
ZKB, como institución independiente de régimen público, es totalmente propiedad del Cantón de Zúrich. La responsabilidad última de la supervisión de ZKB recae en el Consejo Cantonal de Zúrich, cuyas funciones están establecidas en la Ley del Banco Cantonal de Zúrich.
Según la ley, el cantón de Zúrich está sujeto a la responsabilidad de todos los pasivos (las obligaciones de pago y deudas) que el banco reconozca como que sus recursos sean insuficientes. Esta garantía cantonal refuerza la estabilidad de la institución y del mercado financiero en general, particularmente en circunstancias de incertidumbre económica.
En octubre de 2009, la revista especializada Global Finance calificó al ZKB como uno de los cinco bancos más seguros del mundo, con la base de ser una de las cinco únicas instituciones que mantenían la más alta calificación AAA/Aaa globalmente de las agencias internacionales Standard & Poor's, Fitch y Moody's.

## Red de oficinas
Con 103 puntos de venta, ZKB mantiene la red de sucursales más densa en el cantón de Zúrich.
ZKB también mantiene una red internacional de oficinas de representación y oficinas de asesoramiento regional en Pekín, Bombay, Singapur, Panamá, y São Paulo. 

## Subsidiarias
- Zug Cantonal Bank